# Diplazon oralis
Diplazon oralis là một loài tò vò trong họ Ichneumonidae.